# Zenge
Zenge — это видеоигра-головоломка, разработанная независимой польской студией Hamster On Coke Games. Выход игры состоялся 12 апреля 2016 года на мобильные устройства iOS и Android, а также персональные компьютеры. На каждом уровне, игрок должен объединить детали картины, которые можно перемещать по линиям и узлам.
Созданием Zenge занималась независимые польские разработчики Михаил Павловский и Конрад Янушевский. Павловский занимался игровым движком, а Янушевский выступал дизайнером и иллюстратором. Создатели хотели выпустить игру, предоставляющую расслабляющий опыт, поэтому исключили любые очки, уроки, счётчики ходов и другие отвлекающие факторы. Всего на разработку ушло более года.

## Игровой процесс
Zenge представляет собой головоломку, где игрок должен объединить детали картины в виде кусочков пазла. Каждый уровень состоит из линий узлов, по которым игрок может перемещать детали. При перемещении, деталь попадает на следующий узел, но она не должна соприкасаться с другой неподходящей деталью. Поэтому игрок должен правильно распределять куски среди узлов. Некоторые линии изолированы друг от друга, размещённые там фрагменты можно добыть, объединив их с находящимся рядом подходящим куском.
Когда игрок объединяет все фрагменты, игра показывает полную картинку. Изображения являются частью истории, согласно которой путник по имени Эон застрял между «мерами, временем» и путешествует в попытке выбраться.
В следующих уровнях вводятся дополнительные элементы игровой механики, усложняющие головоломки. Например некоторые узлы позволяют вращать фрагменты, или поворачивать их, также они могут выступать порталом для телепортации объектов. В игре нельзя умереть или проиграть. Уровень считается пройденным, если все куски окажутся в подходящем месте, однако не достаточно поставить правильно куски, необходимо и соблюдать порядок их расстановки, так как некоторые более крупные детали, могут перекрывать путь к остальным частям.

## Восприятие
| Иноязычные издания | Иноязычные издания |
| Издание            | Оценка             |
| ------------------ | ------------------ |
| TouchArcade        | [ 8 ]              |
| Apple'N'Apps       | 70 %               |
| Androiduys         | [ 9 ]              |
| TapSmart           | [ 10 ]             |

Редакция IGN включила Zenge в список девяти недооценённых мобильных игр на Android.
Игра получила смешанные оценки со стороны игровых критиков. Представитель TouchArcade оставил положительную оценку, заметив сходство Zenge с настольной головоломкой «Танграм», несмотря на очевидно простую игровую механику, уровни игры быстро усложняются на столько, что даже ценителю головоломок прядётся напрячься. Критик оценил художественную эстетику игры, а также факт того, что игра демонстрирует одно из изображений при прохождении, что только подогревает интерес у игрока играть дальше. Критик также назвал способ монетизации игры, просящей небольшую цену за примерно 70 уровней без рекламы более, чем справедливой. Тем не менее рецензент также указал и на очевидный недостаток игры, заметив, что сенсорный экран не всегда реагирует на касания пальцев, а игрок рискует в итоге застрять на уровне.
Критик сайта Androidguys заметил, что Zenge — это пример того, как можно добиться создания качественной и красивой игры, не концентрируясь на разработке отдельных её аспектов, например на хорошей графике или достойного мультиплеера. Рецензент заметил, что игра подкупает своей минималисткой эстетикой яркими тонами, на подобии Monument Valley. Zenge с самого начала даёт ясно понять, что требуется от игрока, простое управление не требует какого либо обучения. Тем не менее усложнение сетки и постепенноe введение новых игровых механик достаточно усложняет игру, чтобы требовать от игрока стратегического расчёта.
Представитель сайта Tapsmart заметил, что Zenge напоминает ему мини-головоломки, которые можно встретить в типичных играх «укажи и щелкни». Критик с сарказмом заметил, что игра идеально подойдёт для тех, кому докучают сцены с персонажами и их историями. Однако в целом критик заметил, что игра оказалась довольно посредственной, демонстрация иллюстраций, это несомненно преимущество игры, однако это скорее набор красивых картинок, нежели вразумительная история, которая могла бы заинтриговать игрока, что касается художественного стиля, то он типичен для артхаусной мобильных игры, такой, как Monument Valley. Помимо прочего, критик счёл головоломки слишком простыми.